# Isela okuncana
Isela okuncana är en spindelart som beskrevs av Griswold 1985. Isela okuncana ingår i släktet Isela och familjen Mysmenidae. Inga underarter finns listade i Catalogue of Life.